# Believe Music
La Believe Music, precedentemente nota come Believe Digital, è una etichetta discografica francese.

## Controversie
Believe è stata accusata di utilizzare opere sul copyright, in particolare su YouTube, dove la società è stata accusata di rivendicare il copyright per opere che sono libere da copyright o di cui non possiede i diritti.
L'etichetta è stata anche oggetto di una causa federale a New York nel 2020 per presunta violazione intenzionale e su larga scala del copyright.